# Международный аэропорт имени Нельсона Манделы
Международный аэропорт имени Нельсона Манделы (порт. Aeroporto Internacional Nelson Mandela; (ИАТА: RAI, ИКАО: GVNP), также Международный аэропорт Прая (порт. Aeroporto Internacional da Praia) — международный аэропорт, расположенный на острове Сантьягу в Кабо-Верде. Он был открыт в октябре 2005 года и заменил собой старый международный аэропорт имени Франсишку Мендеша. Он расположен примерно в 3 км к северо-востоку от центра города Прая в юго-восточной части острова Сантьягу.

## История
Аэропорт принял первый рейс из Сала 6 октября 2005 г. Несмотря на то, что аэропорт обслуживает столицу и крупнейший город Прая, а также остров Сантьягу, самым загруженным международным аэропортом Кабо-Верде является международный аэропорт имени Амилкара Кабрала, расположенный на меньшем острове Сал.
В январе 2012 года в заявлении правительства Кабо-Верде отмечалось, что международному аэропорту Прая будет присвоено имя бывшего президента ЮАР Нельсона Манделы, символа борьбы за свободу в Африке. В июле 2018 года завершились работы по модернизации, включавшие строительство нового терминала.

## Пассажиропоток
Данные из запроса в Викиданные.
| Год  | Пассажиропоток | Взлётов-посадок | Грузопоток |
| ---- | -------------- | --------------- | ---------- |
| 2012 | 497,049        |                 |            |
| 2013 | 505,497        | 8,978           | 1,418      |
| 2016 | 522,584        | 8,641           | 1,109      |
| 2017 | 662,356        | 11,236          | 959        |